# Парія (фільм, 1969)
«Парія» (фр. Le Paria) — французький фільм режисера Клода Карльє 1969 року.

## Сюжет
Неподалік від Іспанського кордону двоє гангстерів відчепили від швидкісного поїзда вагон і зупинили його, у купе якого суперіндендант і двоє охоронців везли з Роттердама в Мадрид партію технічних діамантів на 500 млн. На місці зупинки вагон уже чекали ще двоє грабіжників на двох авто. Грабіжники перевантажили броньовані кейси з дорогоцінним вмістом в свій мінівен, але один з охоронців вибрався із закритого купе і почав перестрілку. При цьому один з банди хотів убити Ману. Двоє лихих хлопців загинули, Ману отримав кулю в руку, а четвертий, поранений на мінівені з видобутком спробував виїхати. Ману причепився до задніх дверцят, через кілька кілометрів помер. Маню пересів за кермо і поїхав з видобутком до моря. Почувши виття поліції, Ману зіштовхує машину з діамантами і тілом в море. Все це бачить десятирічний Жозе. Хлопчик приводить пораненого до себе додому, його мати, красуня Люсія — вдова контрабандиста, дає чарівному незнайомцю притулок і можливість сховатися.
Місцевий мафіозі — замовник пограбування. Він стурбований зникненням Маню і діамантів. Разом з охоронцем він приходить до Рольфа — партнеру Ману, якому наказує їх знайти. Тим часом, суперіндендант (який в частці), з'являється у Сільвії — коханки Ману з вимогою своєї частки. Майже одночасно з'являються двоє інспекторів Інтерполу.
Маню посилає хлопчика в місто, до Сільвії, розповісти про те, що сталося. Та сама приїжджає, ночує і намагається з'ясувати де діаманти, але Ману мовчить. Вранці Сільвія їде і в місті віддає карту з місцем знаходження Ману — Рольфа. Тим часом Ману пірнає з аквалангом, намагаючись дістати діаманти з дна моря. З'являється Рольф, бійка, примирення. Удвох вони дістають кейси, але тут з'являється човен з чотирма бандитами Жозе. Перестрілка, троє нападників убито.
Маню разом з удовою і хлопчиком переїжджають в будиночок в горах. По дорозі він ховає діаманти. Увечері він розповідає Люсії про трагічну автоаварію, в якій, за його вини, загинули дружина і дочка. Вони виявляються в ліжку. Сільвія в місті зустрічається з мафіозі, намагаючись зрадити Маню. Одночасно вона мучиться ревнощами і приїжджає, застаючи Ману з Люсією в ліжку.
Мафіозі уколює Рольфа повільно діючою отрутою і змушує напасти на Ману, стежачи за ним. Починається перестрілка Маню і Сільвії з групою мафіозі. Ману відсилає Люсію з хлопчиком в сусідню Андорру, а сам відстрілюється. З'являються поліцейські, Ману важко поранений і вмирає, видаючи місце захованих діамантів.

## У ролях
- Жан Маре — Мануель Томас, також Ману
- Марі-Жозе Нат — Люсі, вдова
- Хорст Франк — Рольф
- Жак Состоянія — Верховний інспектор Уолт
- Жан Лара — Інспектор Лара
- Béatrice Delf — Гизела, танцівниця
- Ерік Донат — Хосе
- Ниевес Наварро — Сільвія Delambre, подруга Manu
- Енріке Сан Франсиско — Хосе
- Jaume Picas — Toccelli
- Мосес Аугусто Роча — Turchi
- Хосеп Кастільо Ескалона — Max
- А. Гадеа — Paul